# ドロセア・オレム
ドロセア・オレム（Dorothea E. Orem、1914年 - 2007年6月22日）は、セルフケア不足看護理論の開発者として知られるアメリカ合衆国の看護師。メリーランド州ボルチモアで生まれた。
ワシントンD.C.のプロヴィデンス病院付属看護学校で看護を学び、1930年代初頭に看護婦資格を得た。さらに教育を受け、1939年にアメリカ・カトリック大学で看護学士号を取得し、1945年に同大学で看護教育の修士号を取得した。1976年には、ジョージタウン大学で理学博士の名誉学位を取得している。
1958～60年にかけて、合衆国保健教育福祉省（HEW）でカリキュラムのコンサルタントとして、実務看護婦訓練を向上させるプロジェクトに携わっていた。この頃から、「看護の中心的問題とは何か」という問いの追究に駆り立てられるようになり、これが“オレムの看護論”を生み出すベースになっている。
彼女の看護理論の中心には、セルフケアということで、自己の生命、統合的機能および安寧に役立つように自己の機能を規制するために自己または環境に向けられる行動を日々行っている、このセルフケアができない状態になったところで、他者からそれを補う援助をうけることになるという考え方がある。
2007年6月22日、ジョージア州の自宅で逝去した。

## セルフケアの要件
セルフケア要件とは、個人が必要とするセルフケアの種類の表現である。
1.普遍的セルフケア要件ーすべての人間に共通にみられるもので、年齢、発達段階、環境、およびその他の要因によって変化する。
- 十分な空気摂取の維持
- 十分な水分摂取の維持
- 十分な栄養摂取の維持
- 排泄過程と排泄物に関するケアの提供
- 活動と休息のバランスの維持
  - 孤独と社会的相互作用のバランスの維持
- 人間の生命、機能、安寧に対する危険の予防
- 人間の潜在能力、既知の能力制限、および正常でありたいという欲求に応じた、社会集団のなかでの人間の機能と発達の促進

2.発達的セルフケア要件
生命と成熟の過程を助長し発達を阻害する諸条件を予防したり、それらの影響を軽減するもの
3.健康逸脱に対するセルフケア要件
疾病または傷害によって生じるニード

## 著作
- 『オレム看護論―看護実践における基本概念』医学書院　1995年/新版 2005年　ISBN 4260000608
- 宇佐美しおり、鈴木啓子、Patricia Underwood『オレムのセルフケアモデル―事例を用いた看護過程の展開』ヌーヴェルヒロカワ　2003年 ISBN 4902085577
- 南裕子『実践オレム―アンダーウッド理論―こころを癒す』講談社　2005年　ISBN 4062702150